# Julius Hülsemann

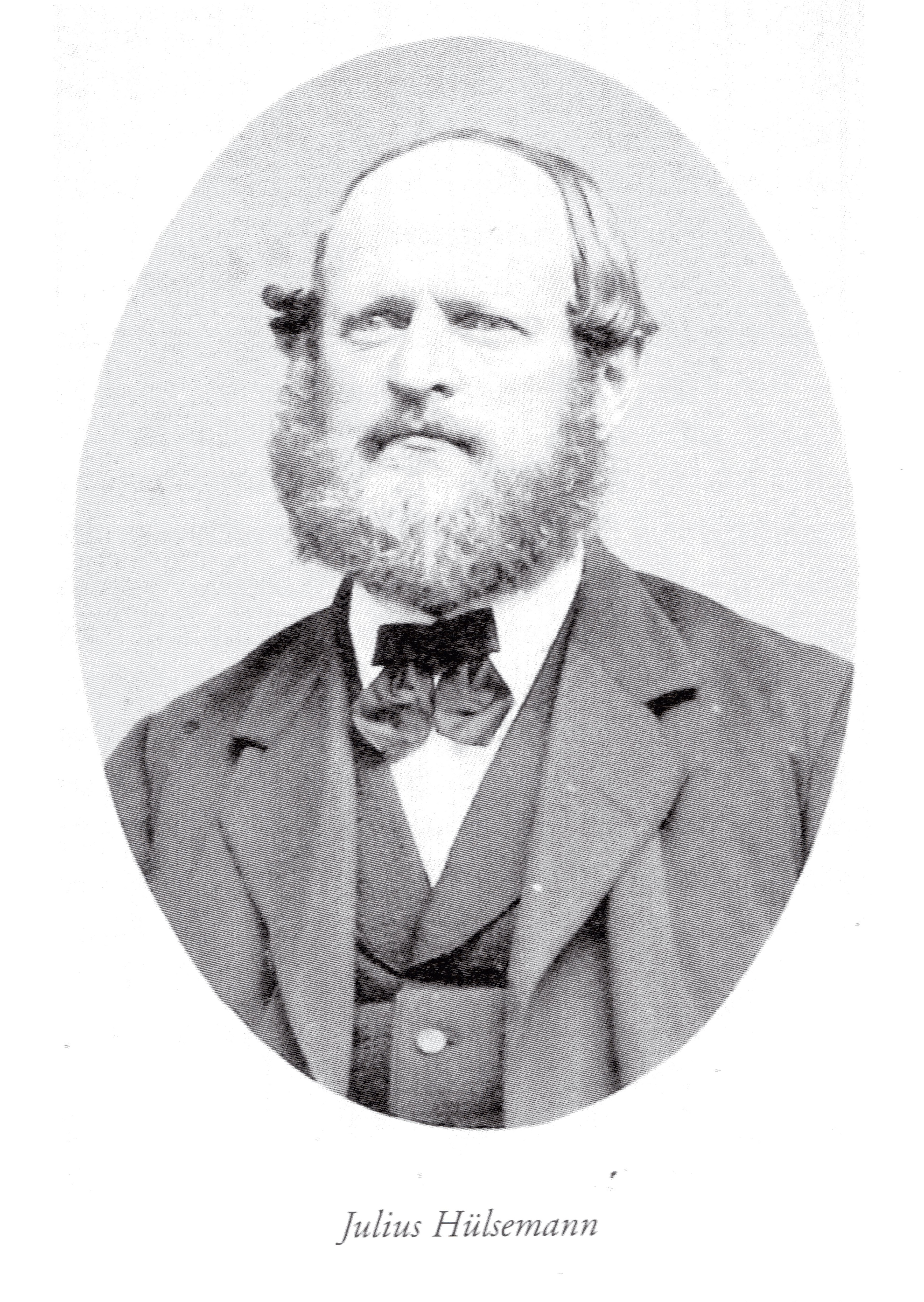
Julius Hülsemann (1824 bis 1888), Oberbürgermeister von Arnstadt ab 1872.

Julius August Heinrich Hülsemann (* 18. Oktober 1824 in Arnstadt; † 24. März 1888 ebenda) war ein Jurist und Politiker im Fürstentum Schwarzburg-Sondershausen. Er war 16 Jahre Oberbürgermeister von Arnstadt und 9 Jahre Mitglied des Landtags in Sondershausen.

## Leben

### Familie
Der Vater von Julius war Johann Heinrich Christian Hülsemann (1783–1854), ein Nachkomme (in 5. Generation) des lutherischen Theologen Johann Hülsemann (1602–1661). Heinrichs Urgroßvater Johann (* 1676 in Altenburg, † 1729 in Arnstadt) war spätestens seit 1708 in Arnstadt ansässig; die männlichen Namensträger dieses Familienzweigs waren sämtlich Juristen. Heinrich selbst war Regierungsadvokat, Hof- und Kammerrat in Arnstadt.
Die Mutter von Julius war Friederike Christiane Auguste geb. Ebart (1791–1825), Tochter des Hofmedikus Friedrich Christian Wilhelm Ebart (1761–1806) in Sondershausen und seiner ersten Ehefrau Katharina Jacobina geb. Proband (1765–1798). Friederike starb fünf Monate nach der Geburt von Julius; ein Jahr später heiratete Heinrich ihre Halbschwester Luise Emilie Ebart (1804–1886). Die Kinder der ersten Ehe wurden von Emilie und Heinrichs Mutter Sophie Jacobine Hülsemann geb. Franke (1763–1848) betreut. (Die zweite Ehe blieb kinderlos.)
Julius, der Jüngste, hatte fünf Geschwister. Der Älteste war sein Bruder Wilhelm August Friedrich (1812–1862). Wilhelm hatte von 1846 bis zu seinem Tod in der Regierung des Fürstentums in Sondershausen bedeutende Positionen inne.
Die jüngste Schwester Emilie Karoline (1819–1878), genannt Lina, war mit dem Juristen und Politiker Bernhard Maempel (1816–1870) verheiratet, Sohn ihrer Tante Wilhelmine Charlotte Maempel geb. Hülsemann (1793–1858).
Die Schwester Theodore Friederike Jacobine (1817–1850) war mit dem Kaufmann Louis Lucius in Erfurt verheiratet.
Die älteste Schwester Emma Sophie Ernestine (1814–1889) heiratete 1835 in erster Ehe den verwitweten Gymnasiallehrer Johann Jacob Wilhelm Bärwinkel (1802–1842). Dessen Sohn Reinhold Oscar Bärwinkel (1834–1898) war dann viele Jahre Mitglied des Stadtrats – ab 1872 als dessen Vorsitzender – und des Landtags. Emma heiratete in zweiter Ehe am 20. Juli 1847 den Musiklehrer, Organisten und späteren Stadtkantor und Musikdirektor Heinrich Bernhard Stade (* 2. Mai 1816 in Ettischleben, † 29. Mai 1882 in Arnstadt).
Julius verlobte sich im Oktober 1848 mit Auguste Hermine Friederi(c)ke Falke (1827–1896), Tochter seiner Tante Auguste Dorothee Henriette Falke geb. Hülsemann (1788–1873); Heirat am 16. Juni 1850. Sie wohnten im Haus ihrer gemeinsamen Tante Charlotte Maempel geb. Hülsemann (Haus 201, Zimmergasse).
Das Ehepaar hatte fünf Kinder. Die Töchter Karoline Friederike Wilhelmine, genannt Frieda (1851–1896) und Helene Therese Wilhelmine (1866–1936) blieben ledig. Luise Auguste Elisabeth (* 1858) war mit Carl Bernhard von Obstfelder (1856–1929) verheiratet, Gymnasiallehrer in Arnstadt und, ab 1883, in Crossen an der Oder.
Der jüngere Sohn Heinrich Christian (* 1856 in Arnstadt, † 1925 in Sondershausen) wurde Amtsrichter in Gehren und war ab 1895 Amtsgerichtsrat in Sondershausen, 1907 Geheimer Justizrat.
Der ältere Sohn Karl Heinrich Wilhelm (* 1853 in Arnstadt, † 1932 in Sigmaringen) war zunächst Regierungsassessor in Sondershausen und Kammerdirektor bei den Grafen Stolberg-Stolberg in Stolberg. Danach war er (ab 1891) 30 Jahre in den preußischen Hohenzollernschen Landen in der Verwaltung des Besitzes der Fürsten von Hohenzollern tätig und, in deren Auftrag, in der Selbstverwaltung des Landes.

### Berufsgang
Nach dem Abitur in Arnstadt 1842 studierte Julius Hülsemann ab Herbst 1842 Jura, zunächst in Jena und ab Frühjahr 1844 bis 1845 in Leipzig. Anschließend wurde er in Arnstadt 1846 Akzessist und Gerichtshalter in Plaue, 1848 Rechtsanwalt, später auch Notar, ab 1850 auch Ergänzungsrichter am Kreisgericht Arnstadt.
Er war ab 1850 Mitglied des Rats von Arnstadt, spätestens ab 1868 als dessen Vorsitzender. Im September/Oktober 1871 wurde er wegen einer Beurlaubung des Oberbürgermeisters Friedrich Emmerling zu dessen Stellvertreter bestellt. Am 27. Oktober wählte der Stadtrat ihn als Nachfolger von Emmerling für eine Amtszeit von 12 Jahren, beginnend am 1. Januar 1872, zum Ersten Bürgermeister; darauf wurde er im Mai 1872 vom Fürsten zum Oberbürgermeister ernannt. Im Juli 1883 wurde er (einstimmig) auf 12 Jahre wiedergewählt. Der Tod im März 1888 traf ihn im Amt.
Seine Amtszeit – kurz nach der Reichsgründung von 1871 beginnend – war von schneller wirtschaftlicher Entwicklung geprägt. Arnstadt wuchs von etwa 8½ Tausend auf rund 12 Tausend Einwohner. Die wachsende Arbeiterschaft war aufgrund von Landesgesetzen und, ab Oktober 1878, aufgrund des ‚Sozialistengesetzes‘ heftiger Repression ausgesetzt.
In die Zeit fielen Bauten (oder Vorarbeiten dazu) wie das neue Krankenhaus, der neue Schlachthof, die Mädchenbürgerschule (auf einem bis dahin Hülsemannschen Gartengrundstück), der Neue Friedhof, befestigte Bürgersteige, der Ersatz von hölzernen Wasserrohren durch eiserne.
Parallel zu seinem kommunalen Amt war Julius Hülsemann ab 1879 ein gewähltes Mitglied des Landtags: zunächst, aufgrund einer Nachwahl, ab Anfang 1879 in der Gruppe für die Allgemeinen Wahlen (durch Wahlmänner) und dann zweimal für die Gruppe der Höchstbesteuerten (1880–1883 und 1884–1887). Er zählte sich zu den Liberalen. 1880 und 1884 wurde er vom Landtag zum Landtagssyndikus gewählt. Er gehörte durchgehend dem Landtagsausschuss an: 1879 wurde er zum Ausschussmitglied für die Oberherrschaft gewählt; von November 1880 bis zu seinem Tod gehörte er ihm als Syndikus an.

### Ehrungen

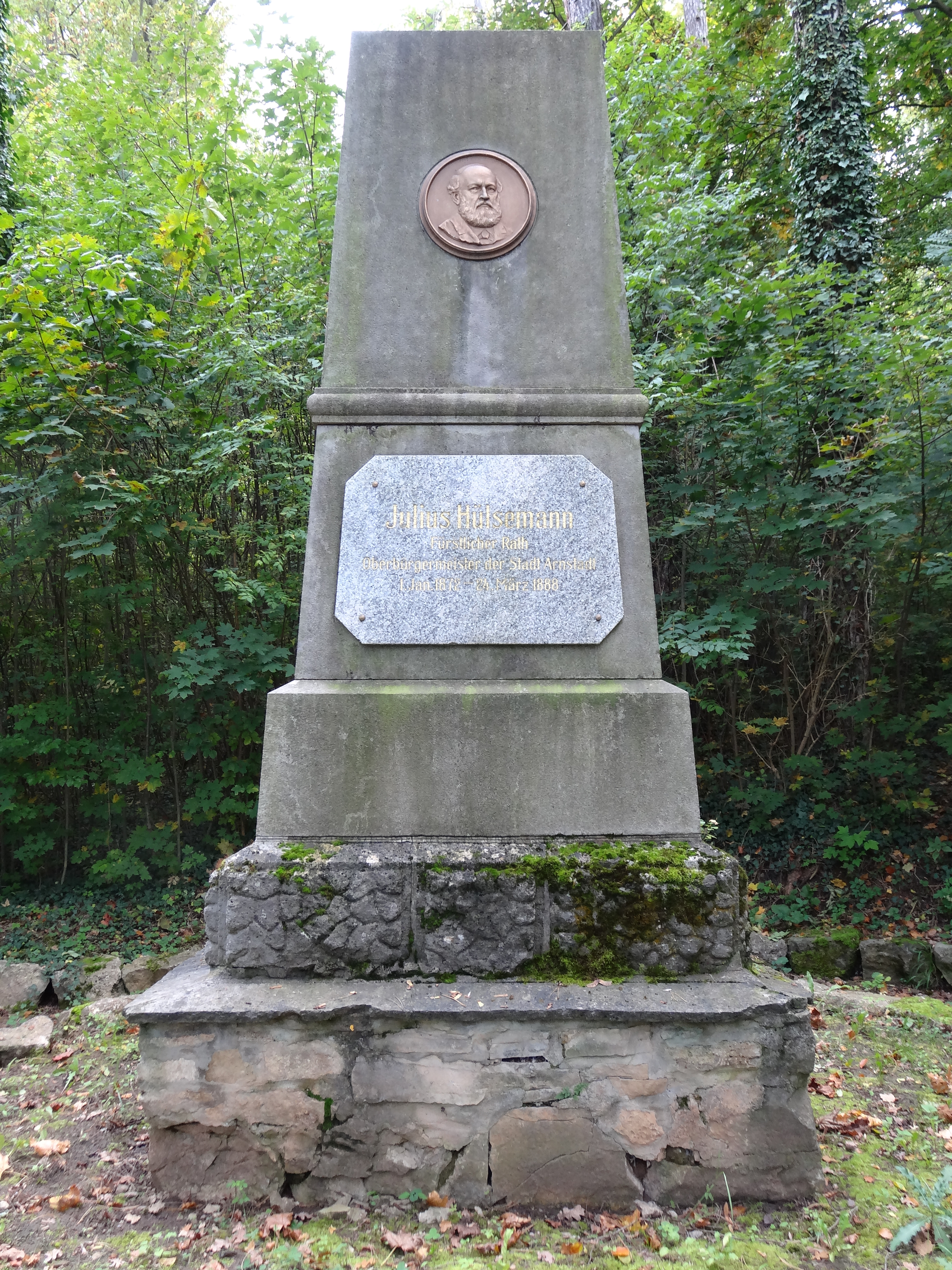
Denkmal für Julius Hülsemann in Arnstadt

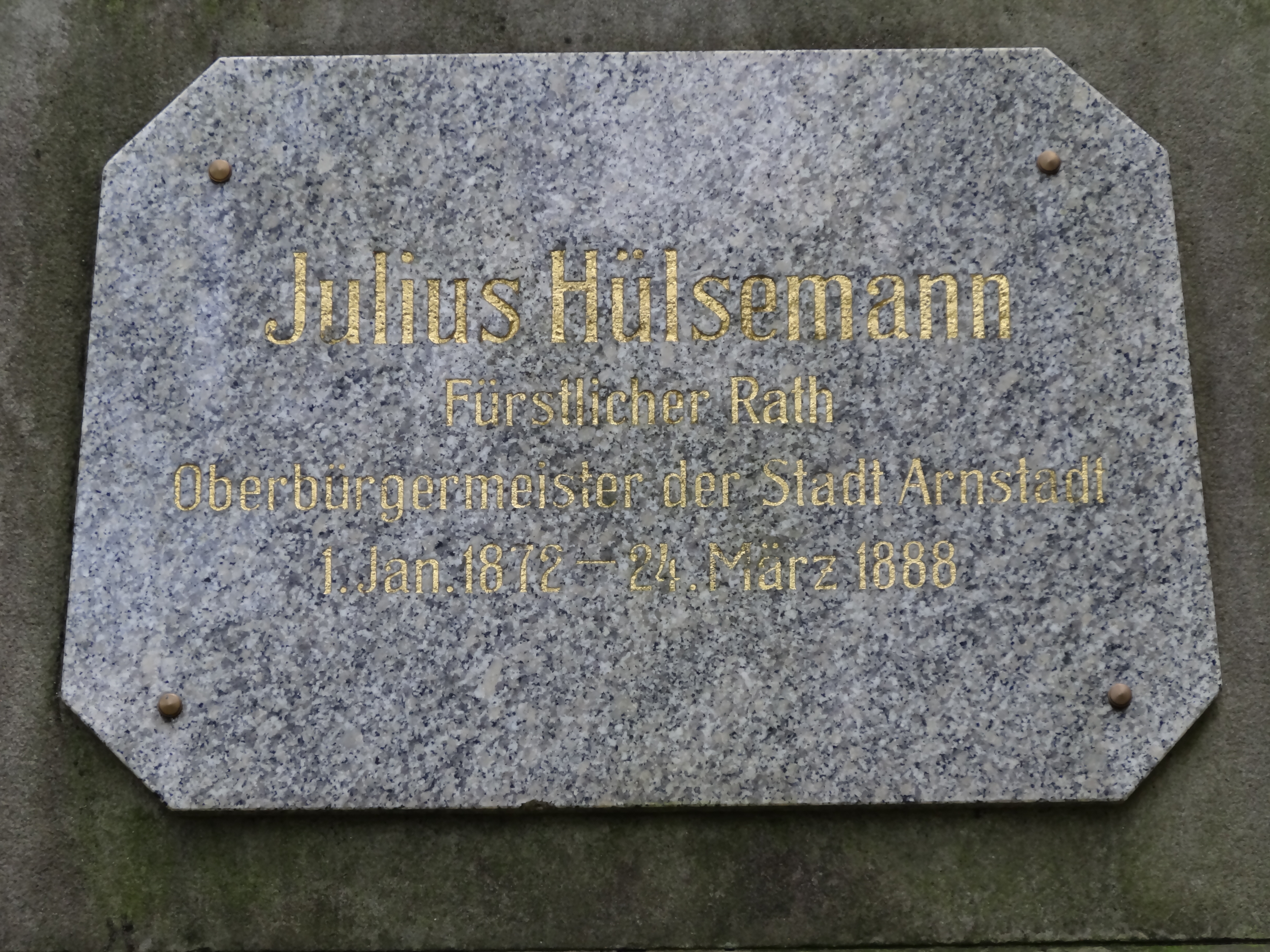
Tafel am Denkmal für Julius Hülsemann in Arnstadt

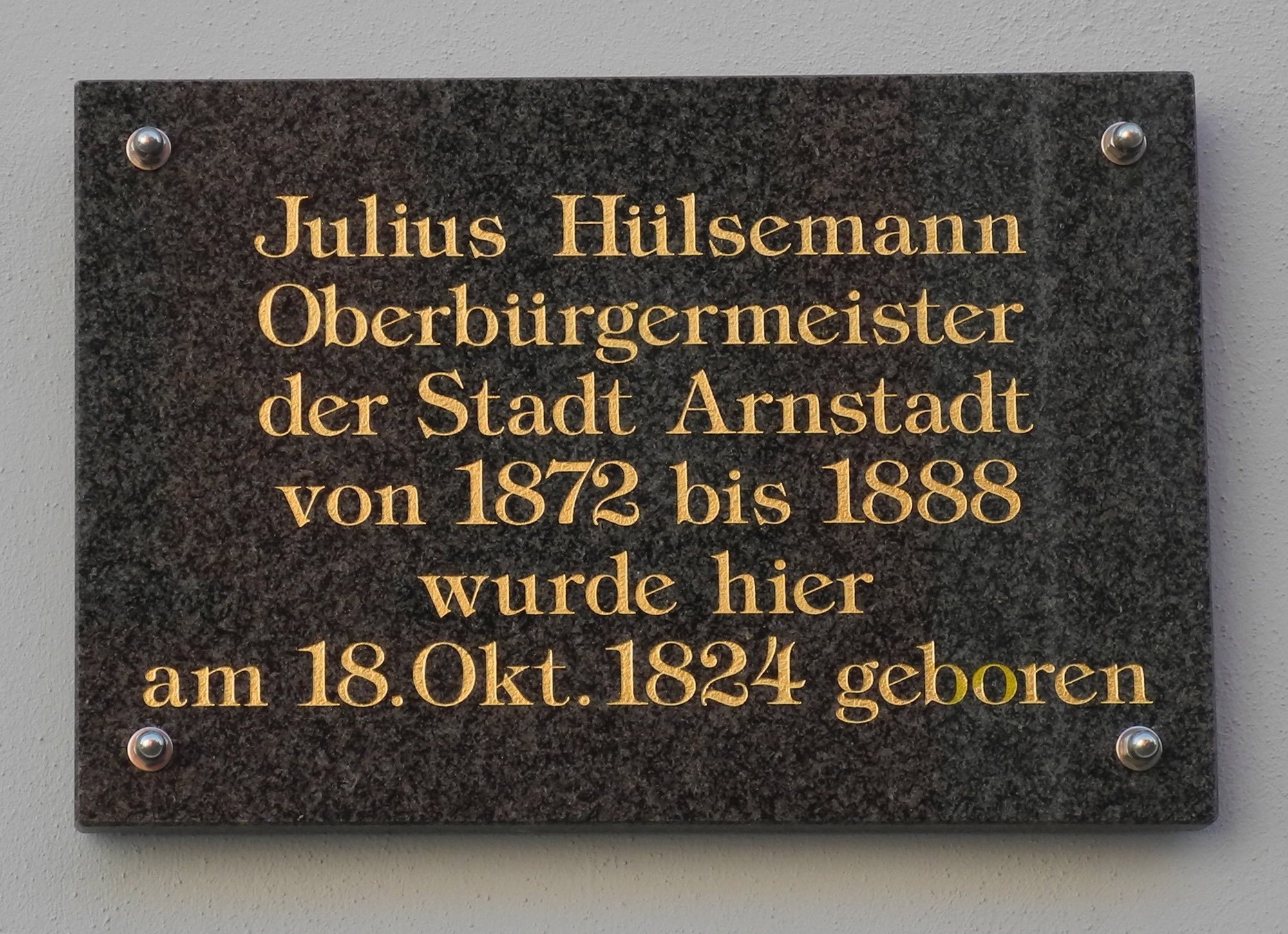
Gedenktafel für Julius Hülsemann am Haus Kohlgasse 2b in Arnstadt

Julius Hülsemann wurde 1875 zum Rat ernannt; er erhielt im August 1880 das Schwarzburgische Ehrenkreuz III. Klasse.
Die Stadt Arnstadt ehrte ihren Oberbürgermeister mit einem Erbbegräbnis im Neuen Friedhof. Im Grabfeld 1.01 erinnert die an einer Mauer aufgestellte Grabplatte an ihn und seine Frau Hermine.
Die neue Straße, die auf das neue Krankenhaus zuführte, erhielt (spätestens 1891) den Namen Hülsemannstraße.
Im Mai 1895 wurde ein von einem Bürgerkomitee gestiftetes Denkmal eingeweiht und der Stadt übereignet. Der Obelisk steht am Eingang zu den Alteburg-Anlagen, deren Entwicklung Hülsemann befördert hatte.
Zum 100. Geburtstag wurde am Haus Kohlgasse 2 eine Gedenktafel eingeweiht: „Hier wohnte | Julius Hülsemann | Oberbürgermeister der Stadt Arnstadt | 1872–1888 | Zu seinem Gedächtnis am 100. Geburtstag | 18. Oktober 1924.“
Nach einem Beschluss der Stadtverordnetenversammlung vom Januar 1963 sollten alle diese Ehrenbezeugungen abgeschafft werden. Tatsächlich wurde zunächst nur die Hülsemannstraße umbenannt (in Dr.-Robert-Koch-Straße). Die Gedenktafel wurde offenbar erst später demontiert (aber im Schlossmuseum aufbewahrt). Im Juli 2001 wurde eine neue Tafel (mit neuem Text) angebracht. Das Denkmal blieb unberührt. Nach einer Restaurierung ist es Ende 1998 neu eingeweiht worden.

## Nachweise
1. ↑  Kirchenamtsangabe in Arnstädtisches Regierungs- und Intelligenz-Blatt vom 20. November 1824, S. 202.
2. ↑  Todesnachricht und Anzeige in Regierungs- und Nachrichtsblatt für das Fürstenthum Schwarzburg-Sondershausen vom 27. März 1888, S. 146 und 147.
3. ↑  Verzeichnis der Abiturienten S. 12; Todes- und Geburtsangabe in Privilegirtes Arnstädtisches Regierungs- und Intelligenz-Blatt vom 27. Januar 1855, S. 32.
4. ↑  Stammtafel I; Paul Hülsemann: Die ältesten, bis jetzt bekannt gewordenen urkundlichen Nachrichten über das Vorkommen des Namens „Hülsemann“, die einzelnen Linien der Familie und ihre Stifter. In Hülsemann-Bundesblatt Jg. 1 (1928), Nr. 1 (Dezember 1928), S. 4–7. (hier: S. 5.)
5. ↑  Seine Tochter Sophie Charlotte (1708–1748) wurde in Arnstadt geboren. Die Bürgerrechte hat er jedoch erst 1713 erworben: Bürgerbuch 1700–1753 S. 106 (Nr. 516).
6. ↑  Heinrich hatte sieben Geschwister. Zwei seiner Schwestern waren später Schwiegermütter von zweien seiner Kinder (s. u.). Seine zwei Brüder wurden beide Kreisgerichtsdirektoren: Wilhelm Friedrich Julius (1802–1883) in Sondershausen, Wilhelm Friedrich Karl (1804–1892) in Arnstadt (Verzeichnis der Abiturienten S. 15).
7. ↑  Bürgerbuch 1753–1797 S. 259 (Nr. 1495). Sie war eine Schwester des langjährigen Bürgermeisters Johann Christian Proband (1761–1839) (Verzeichnis der Abiturienten S. 10; Kirchschlager, Bürgermeister S. 112).
8. ↑  Arnstädtisches Regierungs- und Intelligenz-Blatt vom 30. April 1825, S. 90.
9. ↑  Heiratsangabe in Regierungs- und Intelligenz-Blatt vom 1. Juli 1826, S. 210.
10. ↑  aus der zweiten Ehe von Friedrich Ebart mit Sophia Elisabetha Friederica geb. Falckner (1769–1828); vgl. Pfarrerbuch S. 142f.
11. ↑  Todesanzeige in Der Deutsche 1886 Nr. 205.
12. ↑  Todesanzeige und Kirchenamtsangabe in Privilegirtes Arnstädtisches Regierungs- und Intelligenz-Blatt  vom 1. April 1848, S. 112, und vom 8. Juli, Beilage; Bürgerbuch 1753–1797 S. 262 (Nr. 1520).
13. ↑  Stammtafel I A.
14. ↑  Sein zweiter Bruder Karl Friedrich Robert starb jung: * 29. September 1815, † 10. April 1840 (Arnstädtische wöchentliche Anzeigen und Nachrichten vom 7. Oktober 1815, S. 326; Privilegirtes Arnstädtisches Regierungs- und Intelligenz-Blatt vom 20. Juni 1840, S. 108).
15. ↑  Lengemann S. 33, 60 (Porträt), 195f. (Kurzbiographie).
16. ↑  Graphik bei Lengemann S. 328. – Ab 1855 war Bernhard Landrat in Sondershausen. Nach seinem Tod zog Lina im Mai 1874 zurück nach Arnstadt; dort wohnte sie (spätestens 1878) zusammen mit ihrer Stiefmutter Emilie. (Der Deutsche 1874 Nr. 125; Adreßbuch der Stadt Arnstadt. 1878. Arnstadt o. J. S. 30.)
17. ↑  Todesanzeige in Privilegirtes Arnstädtisches Regierungs- und Intelligenz-Blatt vom 7. Dezember 1850, S. 405.
18. ↑  Neuer Nekrolog der Deutschen 20. Jg., 1842. Weimar 1844, S. 760–762.
19. ↑  Lengemann S. 142f. Reinhold Bärwinkel war wiederum mit einer Cousine von Bernhard Maempel verheiratet: mit Ernestine Louise Anna Cäcilie Maempel (1843–1911); Graphik S. 328.
20. ↑  Dieser Ehe entstammte der Alttestamentler Bernhard Wilhelm Stade (* 11. Mai 1848 in Arnstadt; † 6. Dezember 1906 in Gießen). Sein jüngerer Bruder Heinrich wurde Arzt in Baden. (Chronik 2003 S. 428; Verzeichnis der Abiturienten S. 20 bzw. S. 22.)
21. ↑  Todesanzeige in Der Deutsche 1896 Nr. 229.
22. ↑  Pfarrerbuch S. 144.
23. ↑  Verlobungsanzeige, Heiratsanzeige und amtliche Angabe in Privilegirtes Arnstädtisches Regierungs- und Intelligenz-Blatt vom 28. Oktober 1848, S. 367, vom 22. Juni 1850, S. 204, und vom 10. August 1850, S. 271.
24. ↑  Privilegirtes Arnstädtisches Regierungs- und Intelligenz-Blatt vom 15. Juni 1850, S. 197; Adressbuch von Arnstadt 1853, S. 52.
25. ↑  Todesanzeige in Der Deutsche 1896 Nr. 62.
26. ↑  Reinhold S. 1818.
27. ↑  [Nachruf auf C. v. Obstfelder.] In Hülsemann-Bundesblatt Jg. 2 (1929), Nr. 2 (Juli 1929), S. 18f.
28. ↑  Verzeichnis der Abiturienten S. 21.
29. ↑  Der Deutsche 1907 Nr. 183.
30. ↑  Nachruf und Traueranzeigen in Der Deutsche 1925 Nr. 44.
31. ↑  Verzeichnis der Abiturienten S. 21.
32. ↑  [Nachruf auf Wilhelm Hülsemann (mit Porträt).] In Hülsemann-Bundesblatt Jg. 6 (1933), Nr. 6 (Juli 1933), S. 77f.; Josef Mühlebach, Der Landeskommunalverband der Hohenzollerischen Lande. 1972, S. 89–92, 101, 105 (Kurzbiographie), 125 (Porträt).
33. ↑  Verzeichnis der Abiturienten S. 17.
34. ↑  Vgl. Verzeichniß der Lehrer, Behörden, Beamten und Studirenden No. 35, WS 1843/44.
35. ↑  Eingeschrieben am 20. Mai 1844 (Die Matrikel der Universität Leipzig. Teilband II. Weimar 2007. ISBN 978-3-89739-589-3, S. 236).
36. ↑  Bericht des Landtagsausschusses vom 30. November 1848, Kap. VII, Posten 5).
37. ↑  Privilegirtes Arnstädtisches Regierungs- und Intelligenz-Blatt vom 15. Januar 1848, S. 22.
38. ↑  Fürstlich Schwarzb. Regierungs- und Intelligenz-Blatt vom 12. Oktober 1850, S. 430.
39. ↑  Kirchschlager, Bürgermeister S. 68; Der Deutsche 1868 Nr. 105. – Nach der Gemeindeordnung von 1850 waren die Wahlen zum Stadtrat geheim, gleich und direkt; nach der Städteordnung von 1857 waren sie öffentlich nach einem Drei-Klassen-Wahlrecht. (1850: §§67ff.; 1857: §§63ff..)
40. ↑  Kirchschlager, Bürgermeister S. 49 (Porträt S. 48).
41. ↑  Der Deutsche 1871 Nr. 112
42. ↑  Der Deutsche 1871 Nr. 157. Seine Anwaltstätigkeit musste er deshalb einstellen. Die Anwaltszulassung für Arnstadt erhielt dann Richard Hülsemann (1836–1914), Sohn seines Onkels Karl; seine Funktion als Armenadvokat ging an Reinhold Bärwinkel (Der Deutsche 1872 Nr. 2 und 32).
43. ↑  Als Erster Bürgermeister gehörte er zugleich dem Bezirksausschuss an (Bezirksordnung, §10).
44. ↑  Der Deutsche 1872 Nr. 59.
45. ↑  Reinhold S. 1422.
46. ↑  Das Amt wurde am 5. Januar 1889 neu besetzt mit Georg Christian Trautvetter (1859–1923) (Regierungs- und Nachrichtsblatt für das Fürstenthum Schwarzburg-Sondershausen vom 8. Januar 1889, S. 13; Lengemann S. 254f.; Kirchschlager, Bürgermeister S. 135–137).
47. ↑  Chronik 2003 S. 105; Adressbuch 1891 S. IV.
48. ↑  Chronik 2003 S. 105. Dabei drang der Fürstliche Landrat darauf, dass die städtischen Behörden – die Polizei und die Bürgermeister – ihren Auftrag extensiv auslegten und konsequent durchführten. Das ging vor allem den zweiten Bürgermeister Friedrich Hopf an, aber auch den Oberbürgermeister Hülsemann. Vgl. z. B. Dokumente in Schörnig S. 52f., 55, 64, 65f.
49. ↑  Chronik 2003 S. 317.
50. ↑  Chronik 2003 S. 415.
51. ↑  Chronik 2003 S. 344.
52. ↑  Chronik 2003 S. 375f.
53. ↑  Reinhold S. 1417–1422 passim.
54. ↑  Der Landtag hatte 15 Mitglieder: 5 Abgeordnete, die der Fürst auf Lebenszeit einsetzte; 5 Abgeordnete, die von den 300 am höchsten besteuerten Wahlbürgern direkt gewählt wurden (davon zwei in der Oberherrschaft); und 5 Abgeordnete, die vom Rest der wahlberechtigten Bürgerschaft indirekt (durch Wahlmänner) gewählt wurden. Alle Wahlvorgänge waren öffentlich. (Wahlgesetz 1856 und Wahlordnung dazu.)
55. ↑  Lengemann S. 94, 98f., 100 u. 102.
56. ↑  Landesgrundgesetz 1857, §§72ff. und §60.
57. ↑  Landtagsverhandlungen 1879, S. 96f.; vgl. Der Deutsche 1880 Nr. 24, 171 und 173.
58. ↑  Er war jedoch schon ab November 1887 wegen Krankheit dauerhaft beurlaubt (Landtagsverhandlungen 1884–1887, S. 86f.). Todesanzeige und Nachruf in Regierungs- und Nachrichtsblatt für das Fürstenthum Schwarzburg-Sondershausen vom 27. März 1888, S. 146 und 147.
59. ↑  Regierungs- und Nachrichtsblatt für das Fürstenthum Schwarzburg-Sondershausen 1875 Nr. 115.
60. ↑  Der Deutsche 1880 Nr. 185.
61. ↑  repräsentiert durch Hülsemanns Stellvertreter Friedrich Hopf.
62. ↑  Abbildung in der Broschüre Historische Grabstätten auf dem Neuen Friedhof Arnstadt. Hrsg. Stadtverwaltung Arnstadt u. Verein Stadtgeschichte. o. O., o. J. [Arnstadt 2010], S. 33.
63. ↑  Adressbuch 1891 S. 16 und Stadtplan.
64. ↑  Ziegenhardt S. 40; Der Deutsche 1895 Nr. 106.
65. ↑  Abbildung und Beschreibung bei Reinhold S. 482.
66. ↑  In diesem Haus seiner Eltern hat Hülsemann von der Geburt bis zum Studium und dann wieder nach 1858 bis zum Tod gewohnt (Adressbuch 1858 S. 4 und S. 35). Damals war dies das Haus Nummer 16. Die Gebäude waren im Ort durchnummeriert; die Nummerierung pro Straße wurde erst 1890 eingeführt (Reinhold S. 405f.). Vgl. Adressbuch 1891 S. 22. (Das großelterliche Haus war Nr. 684 in der Ritterstraße; Adressbuch 1891 S. 38.)
67. ↑  Reinhold S. 425f. Der Anstoß dazu kam von der SED-Kreisleitung: Julius Hülsemann erschien zu sehr als „ein Feind der Arbeiter und aller fortschrittlichen Bürger“ (Schörnig S. 65), als dass solche Ehrungen zeitgemäß wären. Vgl. auch Arnstädter Stadtecho Jg. 12 (2011), Nr. 134 vom 22. Juni 2011, S. 22.
68. ↑  Laut Reinhold S. 1768 hat der Vorsitzende des Rates des Kreises Helmut Saalfeld die Demontage veranlasst, der seit Januar 1979 im Amt war (S. 1658).
69. ↑  Ziegenhardt S. 39.
70. ↑  Reinhold S. 1743.

| Personendaten    | Personendaten                                                          |
| ---------------- | ---------------------------------------------------------------------- |
| NAME             | Hülsemann, Julius                                                      |
| ALTERNATIVNAMEN  | Hülsemann, Julius August Heinrich (vollständiger Name)                 |
| KURZBESCHREIBUNG | deutscher Jurist und Politiker im Fürstentum Schwarzburg-Sondershausen |
| GEBURTSDATUM     | 18. Oktober 1824                                                       |
| GEBURTSORT       | Arnstadt                                                               |
| STERBEDATUM      | 24. März 1888                                                          |
| STERBEORT        | Arnstadt                                                               |